# Saint-Simon-de-Bordes
Saint-Simon-de-Bordes is een gemeente in het Franse departement Charente-Maritime (regio Nouvelle-Aquitaine) en telt 621 inwoners (1999). De plaats maakt deel uit van het arrondissement Jonzac.

## Geografie
De oppervlakte van Saint-Simon-de-Bordes bedraagt 14,1 km², de bevolkingsdichtheid is 44,0 inwoners per km².
De onderstaande kaart toont de ligging van Saint-Simon-de-Bordes met de belangrijkste infrastructuur en aangrenzende gemeenten.

## Demografie
Onderstaande figuur toont het verloop van het inwonertal (bron: INSEE-tellingen).